# Дерипаско, Татьяна Николаевна
Татьяна Николаевна Дерипаско (19 ноября 1988) — российская футболистка, полузащитница (в мини-футболе — универсал). Мастер спорта России международного класса.

## Биография
Воспитанница волгоградского клуба «Рокада», тренер — Ю. В. Куканов.
В юном возрасте перешла в петербургскую «Аврору», где выступала в большом футболе, мини-футболе и футзале. В большом футболе принимала участие в матчах высшей лиги России в 2006—2007 годах. Вызывалась в молодёжную сборную России (до 19 лет), с которой в 2006 году принимала участие в финальных турнирах чемпионата Европы (3 место) и чемпионата мира (четвертьфинал).
В футзале в составе взрослой сборной России стала чемпионкой мира 2006 года.
В мини-футболе после ухода из петербургского клуба выступала за команды «Лагуна-УОР» (Пенза) и «Торпедо-МАМИ»/«Мосполитех» (Москва). Неоднократный призёр чемпионата России. В Кубке России с пензенским клубом становилась обладательницей трофея в 2011, 2012, 2013, 2014, 2015 годах. Лучший бомбардир розыгрыша Кубка 2012/13 (7 голов). Была капитаном «Лагуны». В 2012 году признана лучшей нападающей чемпионата России и номинировалась на звание лучшей футзалистки мира. С командой «Мосполитех» также становилась медалисткой чемпионата страны, в том числе золотой в 2017 году и бронзовой в 2019 году.
Много лет выступала за сборную России по мини-футболу.